# Cua de ca
La cua de ca, coa de ca, cua de conill, cua de llebre, cua de rata, moixets, moixos o mussi-mussi (Lagurus ovatus) és l'única espècie en el gènere de plantes amb flors Lagurus. És un membre de la família de les gramínies i és originària de la regió mediterrània del sud d'Europa i naturalitzat en un altre lloc. També es cultiva com a planta ornamental per les seves atractives panícules de flors.

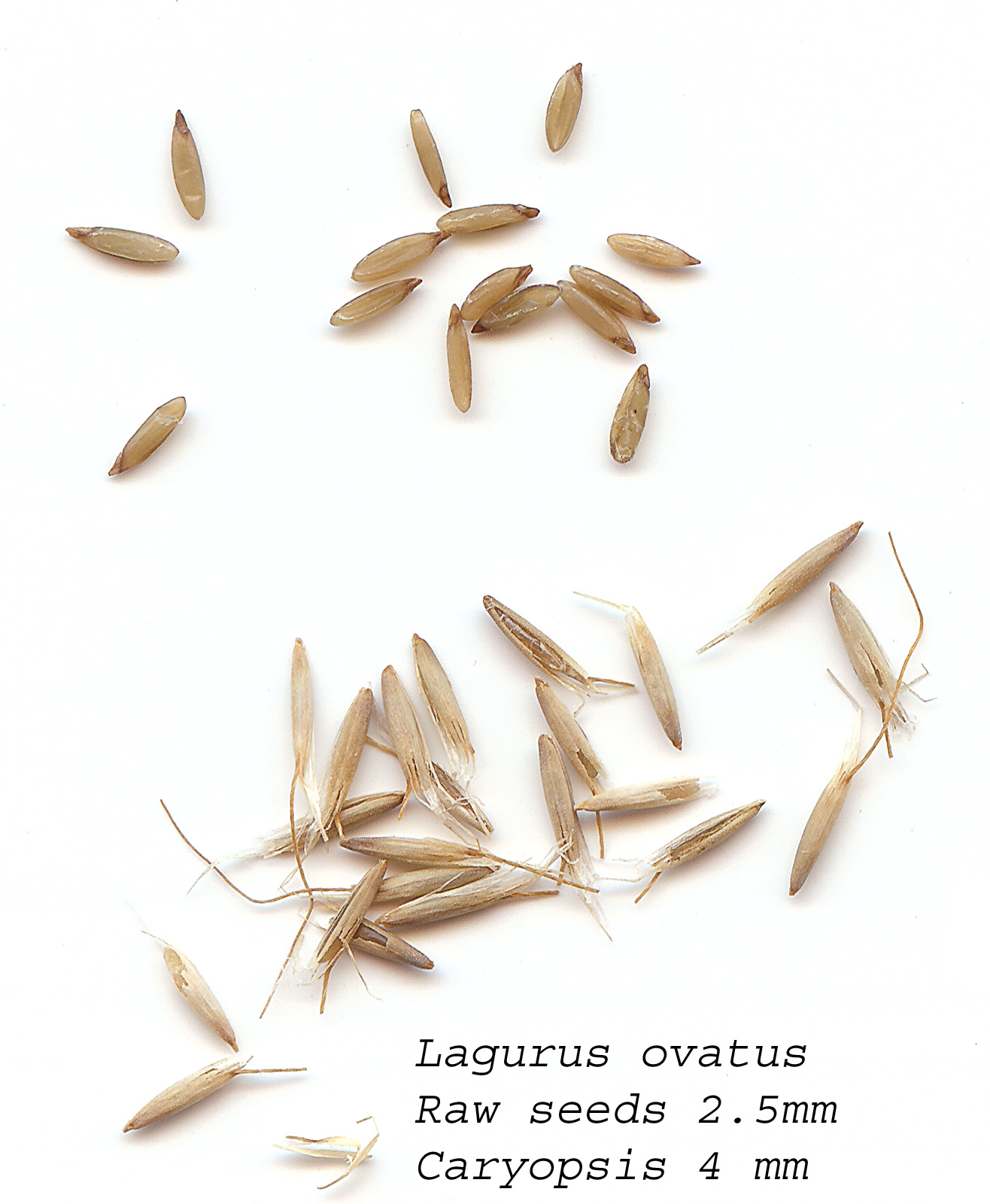
Llavors

És una planta anual d'un mig metre d'alçada, amb fulles nombroses i curtes d'un verd pàl·lid i, capítols ovals verds, tornant-se cap a un color grogós a mesura que maduren, durant l'estiu. Les arestes mesuren 8–20 mm. Les fulles són lleugerament pubescents. Les panícules mesuren 1–7 x 0,5–2 cm. Les espigues mesuren 7–10 mm. Les tiges creixen erectes fins a 60 cm. El seu nombre cromosòmic és (2n=14). Originària de la Mediterrània i es va introduir a la Gran Bretanya, on està prosperant en els trams de sorra a les illes de Guernsey i Jersey, a vegades es troben a Irlanda i Gal·les. S'ha naturalitzat al comtat de Wexford, Irlanda, South Devon i West Sussex.